# Arena TV
Arena TV (Eigenschreibweise: arena TV) war ein deutscher Teleshopping-Sender mit interaktiver Preisfindung, der am 27. September 2005 über Astra analog und digital startete. Der Sender hatte seinen Sitz in München und beschäftigte zum Start mehrere festangestellte und freie Mitarbeiter.

## Konzept
Arena TV unterschied sich von klassischen Homeshopping-Sendern durch sein interaktives Preismodell. Anstatt feste Preise für Produkte anzubieten, gab Arena TV einen Einstiegspreis für eine bestimmte Stückzahl eines Produktes vor. Der Kunde konnte innerhalb eines vorgegebenen, auf dem Bildschirm eingeblendeten Zeitfensters sein auf jeweils ein Stück begrenztes Gebot abgeben. Die eingehenden Gebote wurden registriert und auf dem Bildschirm eingeblendet. Nach Schließung des Zeitfensters kamen die jeweils höchsten Gebote zum Zug.

## Programm
Das Programm von Arena TV lief täglich 17 Stunden live, von 8:00 Uhr früh bis 1:00 Uhr nachts. Die Produktpalette umfasste Elektronikgeräte, Haushaltswaren, Uhren, Schmuck, Sport- und Freizeitartikel sowie Wellnessartikel. Das Programm bestand aus live moderierten Sendungen, bei denen sich alles um Waren und Dienstleistungen und die Interaktion mit dem Zuschauer und Preisfindungsspiele drehte. 

## Moderatoren
Folgende Moderatoren waren auf Arena TV zu sehen: Belinda Tot (heute Belinda Gold), Arne Stoermer, Steve O. Stewart II., Agnes Zimmermann, Maren Klump, Judith Zimmer, Carsten Michel, Ingo Rohrbach und Ana-Marija Sokolovic.

## Geschichte
Arena TV wurde von der Arena Media GmbH mit Sitz in München betrieben, die Ende 2004 gegründet wurde. Der Sender nutzte das Eisbach-Studio auf dem Lodenfrey-Park in München, das bis zum Wegzug von MTV nach Berlin Sitz des Musikfernsehens war.

## Empfang
Arena TV konnte über Satellit (Astra), in einigen Kabelnetzen und in manchen Regionen auch über Antenne (DVB-T) empfangen werden.